# Now You See Me
Now You See Me (titulada en España como Ahora me ves... y en Hispanoamérica como Los ilusionistas: Nada es lo que parece o simplemente Nada es lo que parece) es una película estadounidense de misterio de 2013, producida por K/O Paper Products y dirigida por Louis Leterrier. Fue estrenada en Estados Unidos el 31 de mayo de 2013.

## Argumento
Cuatro astutos  magos —J. Daniel Atlas (Jesse Eisenberg), Henley Reeves (Isla Fisher), Jack Wilder (Dave Franco) y Merritt McKinney (Woody Harrelson)— se unen por iniciativa de un benefactor misterioso, y, un año más tarde, se presentan en Las Vegas como "Los Cuatro Jinetes", patrocinados por el magnate de los seguros Arthur Tressler (Michael Caine). Al final de su actuación solicitan a un espectador que les ayude en su siguiente truco: robar un banco. El hombre es aparentemente teletransportado a un banco en París, donde se activa un conducto de aire que aspira el dinero y lo dispersa sobre la multitud que presencia el espectáculo en vivo.
El Agente del FBI Dylan Rhodes (Mark Ruffalo) es el encargado de investigar el robo, junto a la agente de la Interpol Alma Dray (Mélanie Laurent). Interrogan a los cuatro jinetes, pero los liberan al no disponer de pruebas más allá de la explicación que simplemente es magia. Rhodes se reúne con Thaddeus Bradley (Morgan Freeman), un exmago que se dedica a revelar los trucos de otros magos. Bradley, que había presenciado el espectáculo, dedujo que los cuatro jinetes habían robado el dinero semanas antes y lograron manipular al público para creer que el robo estaba ocurriendo en tiempo real.
Rhodes, Dray, y Bradley asisten a la siguiente actuación de los Cuatro Jinetes en Nueva Orleans. En esta ocasión, el objetivo del grupo es el robo de aproximadamente 140 millones de dólares de la cuenta bancaria de Tressler para ingresarlos en las cuentas bancarias del público, que está formado por víctimas del huracán Katrina, a quienes su compañía de seguros, propiedad de Tressler, les había denegado o reducido las indemnizaciones a las que tenían derecho. Rhodes intenta detener a los Cuatro Jinetes, pero logran escapar con la ayuda de miembros del público previamente hipnotizados para hacer frente a todo aquel que gritara "¡Alto!". Un Tressler enfurecido contrata a Bradley para exponer y humillar a los Cuatro Jinetes en su siguiente actuación. Más tarde, mientras investiga los antecedentes de los Cuatro Jinetes, Dray descubre la existencia de una sociedad secreta de magos llamada "El Ojo", y sugiere al escéptico Rhodes que el caso podría estar relacionado con un antiguo caso: un mago, cuyos trucos fueron revelados por Bradley, quedó tan humillado que intentó realizar un número peligroso bajo el agua y se ahogó.
Antes de la última actuación de los Cuatro Jinetes en Nueva York, Rhodes y Dray descubren el escondite del grupo y allí se enfrentan a Wilder. Merritt, Henley y Daniel han huido previamente, dejándolo a cargo de destruir los documentos, confiando en que es el más capacitado para hacerlo. Además, buscan poner a prueba su capacidad para actuar con madurez, ya que, por ser el más joven del grupo, los demás lo consideran el menos responsable.
Wilder intenta escapar en un coche robado, pero durante la persecución, el coche vuelca y explota en el puente de Queensboro. Rhodes y Dray descubren que los Cuatro Jinetes se dirigen a una caja de seguridad en particular, que se encuentra bajo la supervisión de otro equipo del FBI que se ha hecho cargo del caso. Tras interceptar la caja fuerte, descubren que está llena de globos de animales de circo. La capacidad de los Cuatro Jinetes de burlar continuamente al FBI lleva a Rhodes a sospechar que debe haber un quinto miembro del equipo que controla a los cuatro jinetes, posiblemente Dray o Bradley.
En la última actuación, Rhodes y Dray, una vez más, tratan de detener a los Cuatro Jinetes, pero Atlas, Reeves y McKinney saltan desde una azotea, aparentemente transformándose en montones de dinero que caen sobre la multitud que los vitoreaba. Sin embargo, el dinero es falso. Cuando Bradley vuelve a su coche, descubre que está lleno con el verdadero dinero de la caja fuerte robada. El FBI detiene a Bradley y le lleva a la cárcel, donde Rhodes lo visita. Bradley afirma que fue incriminado y explica cómo el grupo ha podido llevar a cabo el atraco de la bóveda mediante el uso de espejos, intentando que esto le ayude a conseguir un trato que le libere. Por el contrario, se descubre que Rhodes es el quinto jinete, y autor intelectual de toda la trama, aunque Bradley no acierta a comprender por qué. Rhodes deja a Bradley en la cárcel y se reúne con los Cuatro Jinetes, entre ellos Wilder, quien había fingido su muerte, quienes se sorprenden al descubrir que Rhodes era el misterioso benefactor que les había reunido el año anterior y les había iniciado en "El Ojo".
Más tarde, Rhodes se reúne con Dray en Francia y revela que es el hijo de Lionel Shrike (Elias Koteas), el mago que se había ahogado hace años. Él diseñó la trama de los Jinetes para vengarse de los implicados: Bradley, por humillar a su padre; el banco de París y la compañía de Tressler, que se negó a pagar el seguro de la muerte de su padre; y la compañía que hizo la caja fuerte utilizada en el truco. Debido a la calidad inferior de metal utilizado para construir la caja fuerte, este se deformó, provocando que el padre de Rhodes no pudiera escapar. 
En una escena poscréditos, los jinetes llegan al Museo de neón de Las Vegas, Nevada. Encuentran cajas marcadas con el signo de 'Eye'. La película termina con ellos en busca de las cuatro tarjetas de acceso, que se utilizan en el árbol de Central Park para abrir las cajas.

## Reparto
- Jesse Eisenberg como J. Daniel Atlas.
- Mark Ruffalo como Dylan Rhodes.
- Woody Harrelson como Merritt McKinney.
- Isla Fisher como Henley Reeves.
- Mélanie Laurent como Alma Dray.
- Dave Franco como Jack Wilder.
- Michael Caine como Arthur Tressler.
- Morgan Freeman como Thaddeus Bradley.
- Common como Evans.
- Michael Kelly como Agente Fuller.
- José García como Étienne Forcier.
- David Warshofsky como Agente Cowan.
- Jessica Lindsey como Hermia.
- Conan O'Brien como él mismo.
- Caitriona Balfe como Jasmine Tressler.
- J. Larose como Willy Mears.
- Elias Koteas como Lionel Shrike.
- Odessa Feaster como Josepha Hickey

## Personajes

### J. Daniel Atlas (Jesse Eisenberg)
Es ilusionista y el líder de los jinetes, su carta es la de los amantes. Es un controlador y obsesivo; rastrea a su equipo con brazaletes especiales. Además, es especialista en el uso de la baraja. Su astucia lo hace destacar de los otros.

### Henley Reeves (Isla Fisher)
Es escapista y en un principio fue ayudante de Atlas. Es la única mujer de los cuatro jinetes y su carta es la de la Sacerdotisa. Es inteligente y seductora.

### Merritt McKinney (Woody Harrelson)
Es un mentalista, su carta es del Ermitaño. Fue muy famoso, hizo especiales en T.V. y giras por los Estados Unidos, tuvo una buena época como mago hasta que su hermano el mánager escapó con todo su dinero, por lo cual además estuvo en la cárcel por una deuda impositiva, lo que lo convirtió en un poco paranoico, y le costó mucho tiempo y esfuerzo volver a la fama. Puede hipnotizar por teléfono. Antes de unirse a los jinetes se dedicaba a presentarse y "extorsionar" a quien lo merece, por ejemplo, a los hombres infieles. Es honesto y en un principio no se toma las cosas en serio, ya que sólo quiere "el tesoro al final del arco iris" pero comienza a preocuparse por no querer regresar de nuevo a la cárcel.

### Jack Wilder (Dave Franco)
Es un ilusionista de manos ágiles y un cartomago. Tiene una puntería perfecta y es bueno lanzando cartas, además su lema es "Nada está cerrado por completo", ya que es capaz de abrir cerraduras y, entre otras cosas, puede imitar voces. Su carta es la Muerte. Es el menor de los cuatro jinetes y éstos lo tratan como tal, en una ocasión le comenta a Daniel que tiene miedo de caer en la cárcel, y este le dice que si quiere ser tratado como un adulto, se comporte como uno, además de que tras demostrarles su valentía en la pelea con Rhodes, Merrit le dice "Bienvenido al mundo de los chicos grandes, ya eres todo un hombre"; Dylan lo llama "pequeño raro".

### Dylan Rhodes (Mark Ruffalo)
Es el agente del FBI que tratará de atrapar a los jinetes. Es paranoico y tiende a perder el control debido a que lo engañan repetidamente, pero esconde un gran secreto.

## Recepción

### Crítica
Now You See Me ha recibido opiniones mixtas de los especialistas y mantiene un 50% de aprobación en el sitio web Rotten Tomatoes con base en sesenta y cuatro reseñas. El consenso del sitio es que sus personajes finamente dibujados y su trama dispersa dependen de la prestidigitación del director para distraer al público y el director Louis Leterrier carece de suficiente prestidigitación cinematográfica para llevarlo a cabo en el acto final. En la página Metacritic, la película ha obtenido cincuenta y un puntos de un máximo de cien, basándose en veintiocho críticas profesionales.
Harry Haun escribió sobre la película en la revista Film Journal International: «Se necesita un montón de subterfugios cinematográficos para mantener este acto vandálico de alta velocidad en el aire, pero es un paseo divertido si no ves dónde has estado o hacia dónde te diriges». Stephen Holden, de The New York Times, opinó que el guion perdía el rumbo en cierto momento y que los personajes interpretados por Morgan Freeman y Michael Caine están presentes, aparentemente, solo por el estatus de «estrella» de esos actores. Por su parte, Gary Goldstein de Los Angeles Times criticó el final de la cinta, el cual, según él, tiene un «tercer acto extra» que genera nuevas interrogantes que no deberían ser examinadas. Richard Corliss, de la revista Time, aseguró que lo único rescatable de Now You See Me es el primer truco de cartas que se muestra y que el director Louis Leterrier tiene la energía, pero no la gracia visual que coincida con la elegancia de las fechorías de sus personajes. Stephanie Merry escribió para The Washington Post que el filme sigue un modelo fiable, pero la historia se desmorona al final.